# Drymonia trimaculata
Drymonia trimaculata är en fjärilsart som beskrevs av Kirby 1892. Drymonia trimaculata ingår i släktet Drymonia och familjen tandspinnare. Inga underarter finns listade i Catalogue of Life.